# Таррагонський субдіалект

Розташування району (кумарки) Таррагунес, де говорять таррагонським субдіалектом, на мапі Каталонії

Тарраго́нський субдіале́кт центральнокатала́нського діале́кту катала́нської мо́ви (кат. català tarragoní і зрідка català tarragonès) — субдіалект каталанської мови яким говорять у кількох кумарках Автономної області Каталонія: Башь-Камп, Ал-Камп та Таррагунес. 
Цей субдіалект є частиною центральнокаталанського діалекту, який входить до східних говорів каталанської мови. 
У дослідженні «Interrogatives absolutes al barceloní i al tarragoní» (див. посилання) для позначення таррагонського субдіалекту вживається скорочення «TGN».

## Порівняння таррагонського субдіалекту з іншими діалектами та субдіалектами
Основними рисами субдіалекту є:
- перехід ненаголошеного [o] в [u] (як у інших субдіалектах центральнокаталанського діалекту),
- перехід кінцевого ненаголошеного [-ə] в [-ɛ] (навіть якщо на письмі вживається літера -a).

| Українською | Каталанською | Північно-західний діалект (пр., Бімбуді-і-Публет) | Субдіалект шіпелья (пр., Сулібеля) | Таррагонський субдіалект (пр., Монблан) | Центральнокаталанський діалект (пр., Санта-Кулома-да-Карал) |
| ----------- | ------------ | ------------------------------------------------- | ---------------------------------- | --------------------------------------- | ----------------------------------------------------------- |
| земля       | terra        | [ˈtɛra]                                           | [ˈtɛri]                            | [ˈtɛrɛ]                                 | [ˈtɛrə]                                                     |
| вода        | aigua        | [ˈajwa]                                           | [ˈajwə]                            | [ˈajwɛ]                                 | [ˈajwə]                                                     |
| чоловік     | home         | [ˈɔme]                                            | [ˈɔmi]                             | [ˈɔmɛ]                                  | [ˈɔmə]                                                      |
| жінка       | dona         | [ˈdɔna]                                           | [ˈdɔni]                            | [ˈdɔnɛ]                                 | [ˈdɔnə]/[ˈdɔnɔ]                                             |
| їсти        | menjar       | [menˈdʒa]                                         | [minˈdʒa]                          | [mənˈʒa]                                | [mənˈdʒa]                                                   |
| пити        | beure        | [ˈbewre]                                          | [ˈbewri]                           | [ˈbɛwrɛ]                                | [ˈbɛwrə]                                                    |
| маленький   | petit        | [peˈtit]                                          | [pəˈtit]                           | [pəˈtit]                                | [pəˈtit]                                                    |
| купувати    | comprar      | [komˈpra]                                         | [kumpra]                           | [kumˈpra]                               | [kumpra]                                                    |
| день        | dia          | [ˈdia]                                            | [ˈdii]/[ˈdiɛ]                      | [ˈdiɛ]                                  | [ˈdiə]                                                      |
| англійський | anglès       | [anˈgles]                                         | [ənˈglɛs]                          | [ənˈglɛs]                               | [ənˈglɛs]                                                   |
| ми          | nosaltres    | [nozalˈtres]                                      | [nalˈtris]                         | [nalˈtrus]                              | [nuzalˈtrəs]                                                |
| чому        | perquè       | [perˈke]                                          | [pərˈkɛ]                           | [pərˈkɛ]                                | [pərˈkɛ]                                                    |
| яблуко      | pomes        | [ˈpomes]                                          | [ˈpomis]                           | [ˈpoməs]                                | [ˈpoməs]                                                    |

Приклади, що їх подано вище, наведено для кумарки Конка-да-Барбара, де говорять усіма наведеними діалектами та субдіалектами.
Дослідження каталанських діалектів з точки зору інтонації речень показали, що таррагонський діалект має власну інтонаційну структуру питальних речень, яка відрізняє його від інших субдіалектів та діалектів.